# بيسي موسى
بيسي موسى (بالإنجليزية: Bessie Moses)‏ هي طبيبة أمريكية، ولدت في 1893 في بالتيمور في الولايات المتحدة، وتوفيت في 1965.